# 1910–1911-es magyar labdarúgó-bajnokság (másodosztály)
Az 1910–1911-es magyar labdarúgó-bajnokság másodosztálya 10. alkalommal került kiírásra. Az első osztályból kiesett az ÚTE, feljutott a III. Kerületi TVE.

## A végeredmény
| #   | Csapat          | J  | Gy | D | V  | Rg | Kg | Gk  | P  |
| --- | --------------- | -- | -- | - | -- | -- | -- | --- | -- |
| 1.  | III. ker. TVE   | 18 | 13 | 2 | 3  | 55 | 19 | +36 | 28 |
| 2.  | Újpesti RAK     | 18 | 13 | 2 | 3  | 44 | 18 | +26 | 28 |
| 3.  | KAOE            | 18 | 9  | 7 | 2  | 21 | 12 | +9  | 25 |
| 4.  | Ferencvárosi SC | 18 | 8  | 5 | 3  | 28 | 23 | +5  | 21 |
| 5.  | Budapesti EAC   | 18 | 6  | 8 | 4  | 23 | 22 | +1  | 20 |
| 6.  | Postások        | 18 | 8  | 1 | 9  | 23 | 22 | +1  | 17 |
| 7.  | VAC             | 18 | 4  | 5 | 9  | 16 | 50 | -34 | 13 |
| 8.  | Műegyetemi AFC  | 18 | 3  | 5 | 10 | 8  | 32 | -24 | 11 |
| 9.  | Lipótvárosi LE  | 18 | 1  | 7 | 10 | 14 | 37 | -23 | 9  |
| 10. | Lipótvárosi TC  | 18 | 3  | 2 | 13 | 15 | 12 | +3  | 8  |

Megjegyzés: A győzelemért 2, a döntetlenért 1 pont járt.

## Lásd még
- 1910–1911-es magyar labdarúgó-bajnokság (első osztály)

## Külső hivatkozások
- A magyar labdarúgó-bajnokságok végeredményei 1910-től 1920-ig RSSSF (angolul)